# Tierp Arena

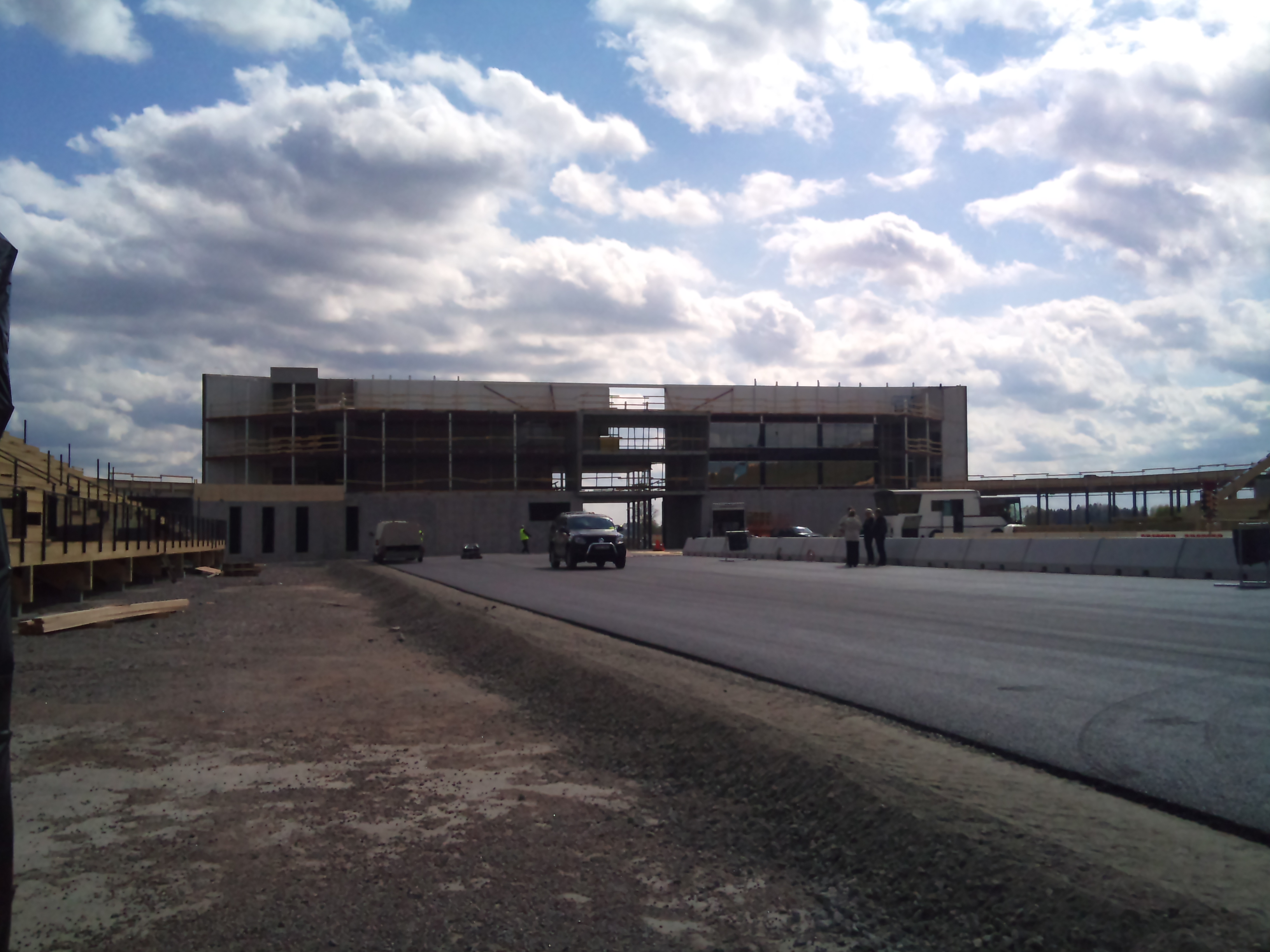
Huvudbyggnaden vid Tierp Arena under uppförande dagen före premiärtävlingen.

Tierp Arena är en motorsportsarena i Tierps kommun. Anläggningen är byggd på före detta Tierp flygbas och innehåller bland annat en dragracingbana av betong. Huvudläktarna rymmer 20 000 sittande åskådare. Första tävlingen kördes 7-8 maj 2011 och en deltävling i europamästerskapen i dragracing kördes 9-12 juni 2011.
Till säsongen 2012 byggdes en banracingslinga till deltävlingen i TTA – Elitserien i Racing den 15 september. 
Tierp Arena AB försattes den 11 oktober 2013 i konkurs. 
Tierp Arena köptes den 19 mars 2014 på exekutiv auktion för 20 miljoner kronor av Sånna Förvaltning AB som sedan tidigare står bakom Sturup Raceway i Skåne. Sånna Förvaltning fortsätter bedriva motorsport på arenan.